# Henk Temming (zanger)
Christiaan Hendrik (Henk) Temming (Utrecht, 7 december 1951) is een Nederlandse zanger, componist, tekstschrijver en producer. Hij is onder andere bekend van de popgroep Het Goede Doel, waar ook Henk Westbroek en Sander van Herk deel van uitmaakten. Ook is hij bekend als jurylid in het eerste seizoen van het RTL 4-programma X Factor. Temming was een van de mensen die aan de basis stonden van Heren van Amstel (na twee seizoenen omgedoopt tot Vrienden van Amstel), waaraan hij de eerste 10 seizoenen meewerkte als muziekproducent en geluidsregisseur.

## Levensloop
Henk Temming is opgegroeid in de Dichterswijk in Utrecht, tussen kazernes, spoorrails en de oude Veemarkt. Zijn vader, eveneens Henk Temming geheten, was profvoetballer bij DOS (het tegenwoordige FC Utrecht).
Henk begon bij een hobbybandje, waarin ook Sander van Herk speelde. Na een jaar speelde het bandje voornamelijk nummers van Henk. Nadat de band stopte, begonnen hij en Sander Het Goede Doel. Niet veel later kwam Henk Westbroek erbij. De beide zangers vormden in 1982 het gelegenheidsduo Henk en Henk en brachten de single Sinterklaas, wie kent hem niet uit.
Tijdens zijn periode bij Het Goede Doel begon Henk Temming samen met Sander van Herk in 1987 in Utrecht de geluidsstudio StuStuStudio. In 1996 verhuisde de studio naar Loenen aan de Vecht. Hij was (vaak samen met Sander van Herk als coproducer) de producer van onder andere Linda de Mol, Verona, Paul de Leeuw, De Kast en Kinderen voor Kinderen (11, 23 en 24), Richenel, Roberto Jacketti & the Scooters, City to City (door hem opgericht), Frank Boeijen, Alderliefste, Katja Schuurman, Herman van Veen, Liesbeth List, Ramses Shaffy, Polle Eduard, Babette van Veen, Astrid Nijgh, Dolly Dots (laatste dvd), Tony Neef, Countdown All Stars (Barry Hay, Frederique Spigt, Angela Groothuizen, Candy Dulfer, Loïs Lane, Henk Hofstede e.v.a.).
Hits die hij schreef zijn onder andere:
- Beethoven voor Linda de Mol (tekst: Henk Westbroek)
- Raak, Woorden zonder woorden en Onvoorstelbaar voor De Kast (tekst: Paula Patricio)
- Blote jongens in het park voor Paul de Leeuw (tekst: Paul de Leeuw)
- Maar nu heb ik er één... voor Katja Schuurman (tekst: Frank Pels)
- Wild Rhythm voor René Froger (tekst: Paula Patricio)
- Alles kan een mens gelukkig maken ("Een eigen huis") voor René Froger (tekst: Henk Westbroek)
- Tiet veur un pafke en Koud hè!? voor Verona (= Henk Spaan en Harrie Vermeegen) (tekst: Spaan en Vermeegen)
- Toveren voor Herman van Veen (tekst: Henk Temming en Henk Westbroek)
- Ik ben toch zeker Sinterklaas niet voor Kinderen voor Kinderen (tekst: Henk Temming en Henk Westbroek)

In 1991 maakte Henk Temming voor de TROS het programma De Hulpsinterklaas. De liedjes uit de 25 minuten durende special werden uitgebracht op het gelijknamige album. Later verscheen het programma op dvd. Met presentatrice en actrice Paula Patricio schreef hij liedjes voor diverse artiesten (o.a. Paul de Leeuw, De Kast, Richenel, René Froger, Linda de Mol, City to City, Tony Neef, Kinderen voor Kinderen, Katja Schuurman, Babette van Veen).
Ook deed hij de muziekproductie van het millennium-tv-programma The Final Countdown en samen met Sander van Herk van alle afleveringen van De vrienden van Amstel LIVE (voorheen Heren van Amstel Live). In 2006-2007 was Temming jurylid in het eerste seizoen van het RTL 4-programma X Factor. Sinds 2008 is hij weer actief met Henk Westbroek als Het Goede Doel. Begin 2012 stopte hij met StuStuStudio (die door Sander van Herk wordt voortgezet) en maakte hij in zijn studio thuis Kerstalbum, een album dat in november 2012 verscheen. De single hiervan is getiteld "Witte kerst".
Op 2 juni 2014 verschijnt onder de naam Martin Groenewold & De Kopgroep de cd-single en download Alleen Maar Winnaars. Hierop zingen ook Henk Westbroek, Henk Temming en Peter Groot Kormelink mee. De opbrengst van Alleen Maar Winnaars gaat volledig naar de stichting KiKa en Fiets voor een Huis.
Later in zijn leven raakte hij gebrouilleerd met Henk Westbroek en gaf Westbroek aan nooit een reünie van Het Goede Doel te willen.

### Privé
Temmings partner is fotograaf en kunstenaar Henriëtte van Gasteren.

## Discografie

### Albums
Door Temming geproduceerd:
- 1983 - Tempo Doeloe (+) - Het Goede Doel
- 1986 - Mooi En Onverslijtbaar (1) - Het Goede Doel
- 1987 - LIVE!!! (1) - Het Goede Doel
- 1987 - Foofur 1 (3 tracks) - Caroline Tensen
- 1987 - Foofur 2 (2 tracks) - Caroline Tensen
- 1988 - Tiet Veur Verona (5 tracks) - Verona (Spaan en Vermeegen)
- 1988 - Iedereen Is Anders (1) - Het Goede Doel plus gastzangers: Ramses Shaffy, Herman van Veen, Rob de Nijs, René Froger e.v.a.
- 1989 - Souvenir (1) - Het Goede Doel
- 1990 - Blauwe Plekken/Blaue Flekken/ Des Blues Partout (*) (6 tracks) - Herman van Veen
- 1990 - 11 - Kinderen voor Kinderen
- 1990 - Iedereen Wil 100 Worden (1) - Selvera's, Spelbrekers, Mieke Telkamp, Eddy Christiani e.v.a.
- 1990 - Bart Zingt Ze Weer Beter (x) - Bart de Graaff
- 1991 - Linda (1) - Linda de Mol
- 1991 - Henk Temming, de hulpsinterklaas - Henk Temming
- 1992 - Oasis (1) - Richenel
- 1992 - Van U Wil Ik Zingen (5 tracks) (1)- Paul de Leeuw
- 1994 - Maar Voor De Rest Gaat Alles Goed - Henk Temming
- 1995 - GTST: Het Album - Katja Schuurman, Babette van Veen, Bennie de Haan
- 1996 - Niets Te Verliezen - De Kast
- 1997 - Gras - Henk Temming
- 1998 - Noorderzon - De Kast
- 1999 - The Road Ahead (1) - City to City
- 1999 - Nooit Verwacht (1) - Tony Neef
- 1999 - Onvoorspelbaar (1) - De Kast
- 2000 - 3x Gelredome (1) - De Kast
- 2001 - Met Andere Ogen - De Kast
- 2001 - Heden (0) - Frank Boeijen
- 2001 - Geef De Mensen Wat Ze Willen (1) - Het Goede Doel
- 2001 - Vrienden van Amstel Live (1) - Frank Boeijen , Van Dik Hout, Lois Lane e.v.a.
- 2002 - 23 - Kinderen voor Kinderen
- 2003 - De Nije Kast - De Kast
- 2003 - 24 - Kinderen voor kinderen
- 2004 - Je Maintiendrai (1) - Alderliefste
- 2006 - Alsof Er Niets Gebeurd Is (1) dvd/cd - Het Goede Doel
- 2006 - In Concert - dvd - (1) - Liesbeth List
- 2007 - Reünieconcert Ahoy - dvd - (1) - Dolly Dots
- 2008 - Gekkenwerk - Het Goede Doel
- 2011 - Liefdewerk - Het Goede Doel
- 2012 - Kerstalbum - Henk Temming
- 2015 - Overwerk - Het Goede Doel

(1) Coproductie: Sander van Herk 

(+) Coproductie: Okkie Huijsdens 

(0) Coproductie: Frank Boeijen 

(x) Coproductie: Chris Koerts, Gerard Koerts, Ab Tamboer

### Singles
Henk Temming heeft solo ook enkele bescheiden hits gescoord, onder andere:
- 1991 - Ik vraag aan Sinterklaas een heel gelukkig Kerstfeest
- 1996 - Over de rooie

Door Henk Temming geproduceerd:
- 1996 - “ Maar nu heb ik er één ” Katja Schuurman, voor Laser Computer

De soloalbums die hij uitbracht zijn:
- 1991 - De Hulpsinterklaas
- 1994 - Maar voor de rest gaat alles goed
- 1997 - Gras
- 2012 - Kerstalbum

## Filmografie
- Biblioteca Nacional de España: XX1730703
- International Standard Name Identifier: 0000 0003 7191 2085
- MusicBrainz: 2bb1e668-85f9-4b75-bc81-b8053921bb17
- Nederlandse Thesaurus van Auteursnamen: 072215534
- Virtual International Authority File: 87505252
- WorldCat: E39PBJw8VfrrPRRKcdT4t8kMT3